# Le Portrait (Magritte)
Pour les articles homonymes, voir Le Portrait.
Le Portrait est une peinture à l'huile sur toile du peintre belge surréaliste René Magritte, créée en 1935.

## Description
Le Portrait est une peinture à l'huile, sur toile, au format vertical (73,3 × 50,2 cm), réalisée en 1935, qui représente, sous l'aspect d'un tableau de genre, une bouteille, un verre, des couverts et une assiette avec une tranche de jambon, au milieu de laquelle un œil évoque un portrait qui pourrait être celui du cochon, celui du convive prêt à passer à table ou celui du spectateur. 

## Une peinture sous la peinture
En 2013, à l'occasion d'une exposition Magritte au Museum of Modern Art de New York, un examen du Portrait permet de détecter sur les bords de la toile des teintes bleu  et ocre qui ne correspondent à aucun des objets représentés sur le tableau. Des analyses au spectro-imageur infrarouge, à New York, et au scanner XRF, à Anvers, révèlent, sous la composition, le haut d'un profil féminin, tourné de 90° ; le conservateur de la Menil Collection à Houston pense reconnaître une figure de La Pose enchantée, œuvre de l'artiste considérée comme perdue : la comparaison avec la seule photo conservée de ce tableau confirme cette hypothèse. Le Portrait a été peint par l'artiste sur le quart supérieur gauche de La Pose enchantée.